# Pomarolo
Pomarolo (Pomaròl in dialetto locale) è un comune italiano di 2 444 abitanti in provincia di Trento.

## Origini del nome
Il toponimo deriva dal latino pomarium con suffisso diminutivo ("piccolo meleto"). Proprio per questo lo stemma tradizionale, derivante da sigilli del XVIII secolo e adottato ufficialmente il 1º settembre 1980, rappresenta un melo con frutti d'oro.

## Storia
Complice la sua collocazione sulla strada che costeggia la riva orientale dell'Adige, Pomarolo è sempre stato, dopo Villa Lagarina, il centro più importante della Val Lagarina sia durante l'epoca romana che nell'Alto Medioevo. Il villaggio venne distrutto nel 1136 dall'imperatore Lotario II di Supplimburgo. Dalle ceneri dell'incursione imperiale, il villaggio risorse come un piccolo libero comune valligiano, la cui sfera d'influenza comprendeva tutti i villaggi tra Isera, Aldeno e Cimone. Parallelamente, presso la vicina rocca di Castel Barco si originava una famiglia di milites di grande importanza nella storia del Trentino, i Castelbarco. Occupato dalla Repubblica di Venezia nel XV secolo, il castello venne distrutto per ordine di Massimiliano I d'Asburgo nel 1508.
Nel 1967 i confini del territorio comunale hanno subito una modifica in seguito al distacco della frazione Piazzo, aggregata al comune di Villa Lagarina (Censimento 1961: pop. res. 219).

### Simboli
Lo stemma e il gonfalone sono stati approvati con deliberazione della Giunta provinciale dell'8 aprile 1988, n. 3352.
Stemma
Gonfalone

## Monumenti e luoghi d'interesse

### Architetture religiose
- Chiesa di San Cristoforo, parrocchiale.
- Chiesa dell'Annunciazione di Maria, parrocchiale nella frazione di Savignano.
- Chiesa di San Rocco a Chiusole
- Chiesa di Sant'Antonio
- Chiesa delle Salette

## Società

### Evoluzione demografica
Abitanti censiti

### Tradizioni e folclore
Tra le tradizioni locali non si può tralasciare il filò, tipica usanza rurale veneto-trentina. Consiste in una riunione serale alla quale, in passato, intervenivano persone anziane e giovani che raccontavano le ultime novità, infiorandole naturalmente con la fantasia e quel pizzico di malizia che rendeva interessanti le conversazioni.
La sede più adatta a tali riunioni era senz'altro la stalla, il luogo più caldo della casa rurale, che era costituita da enormi stanzoni per i bachi da seta, spesso aperti in modo tale che passasse il vento di tramontana che le lunghe sere invernali portavano con sé.
L'usanza del filò si è protratta fino alla fine della seconda guerra mondiale, ma con la quasi totale scomparsa delle stalle adiacenti alle case, dell'economia agricola diffusa ed il contributo non irrilevante dell'avvento della televisione, è del tutto scomparsa.

## Cultura

### Media
Pomarolo è stata la location della serie televisiva La dama velata.

## Economia

### Servizi
Sono presenti un centro civico, degli ambulatori medici, una farmacia, una caserma di vigili del fuoco, uno sportello bancario, un ufficio postale, un tabaccaio, un asilo nido, una scuola dell'infanzia, una scuola elementare, un auditorium, un punto di lettura, una palestra e un campo sportivo.

## Infrastrutture e trasporti
Il paese di Pomarolo è raggiungibile comodamente dall'autostrada A22, sia venendo dalla direzione nord che da sud (uscita Rovereto Nord, distanza casello 1 km); oppure tramite la Statale 12 del Brennero, proseguendo per la strada provinciale SP 90 Destra Adige.
Alternativamente all'utilizzo della propria automobile, vi è la possibilità di utilizzare i trasporti pubblici; questi possono raggiungere direttamente la stazione FS di Trento o Rovereto, che sono collegate al paese con un servizio pullman.

## Amministrazione
| Periodo           | Periodo           | Primo cittadino    | Partito              | Carica      | Note |
| ----------------- | ----------------- | ------------------ | -------------------- | ----------- | ---- |
| 28 giugno 1985    | 6 giugno 1990     | Luigi Pasqualetto  | Democrazia Cristiana | Sindaco     |      |
| 6 giugno 1990     | 5 giugno 1995     | Luigi Pasqualetto  | Democrazia Cristiana | Sindaco     |      |
| 5 giugno 1995     | 15 maggio 2000    | Gianni Battistotti | Lista civica         | Sindaco     |      |
| 15 maggio 2000    | 9 maggio 2005     | Massimo Fasanelli  | Lista civica         | Sindaco     |      |
| 9 maggio 2005     | 17 maggio 2010    | Massimo Fasanelli  | Lista civica         | Sindaco     |      |
| 17 maggio 2010    | 22 settembre 2014 | Massimo Fasanelli  | Lista civica         | Sindaco     |      |
| 22 settembre 2014 | 11 maggio 2015    | Lucia Vicentini    | Lista civica         | Vicesindaco |      |
| 11 maggio 2015    | 22 settembre 2020 | Roberto Adami      | Lista civica         | Sindaco     |      |
| 22 settembre 2020 | in carica         | Arturo Gasperotti  | Lista civica         | Sindaco     |      |

## Galleria d'immagini

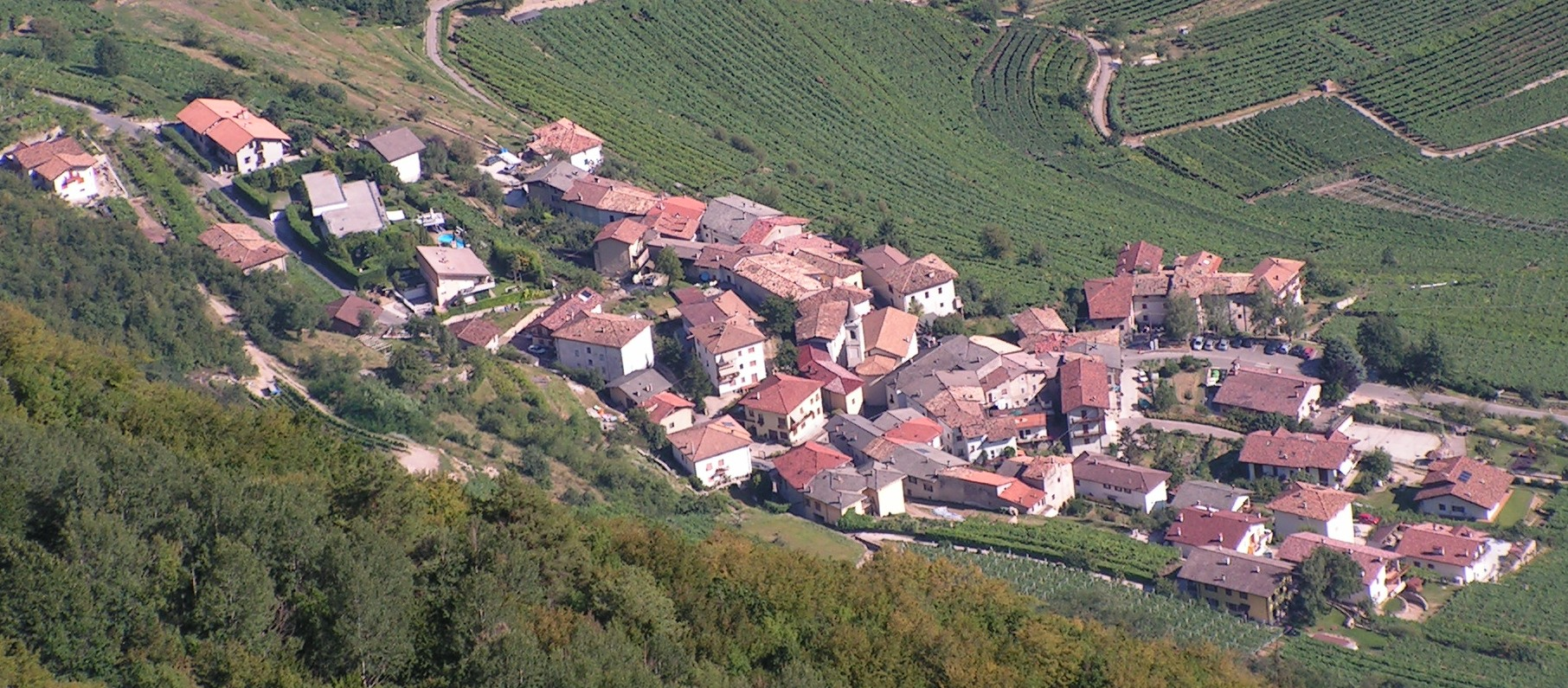
La frazione di Savignano vista da Cimana dei Presani
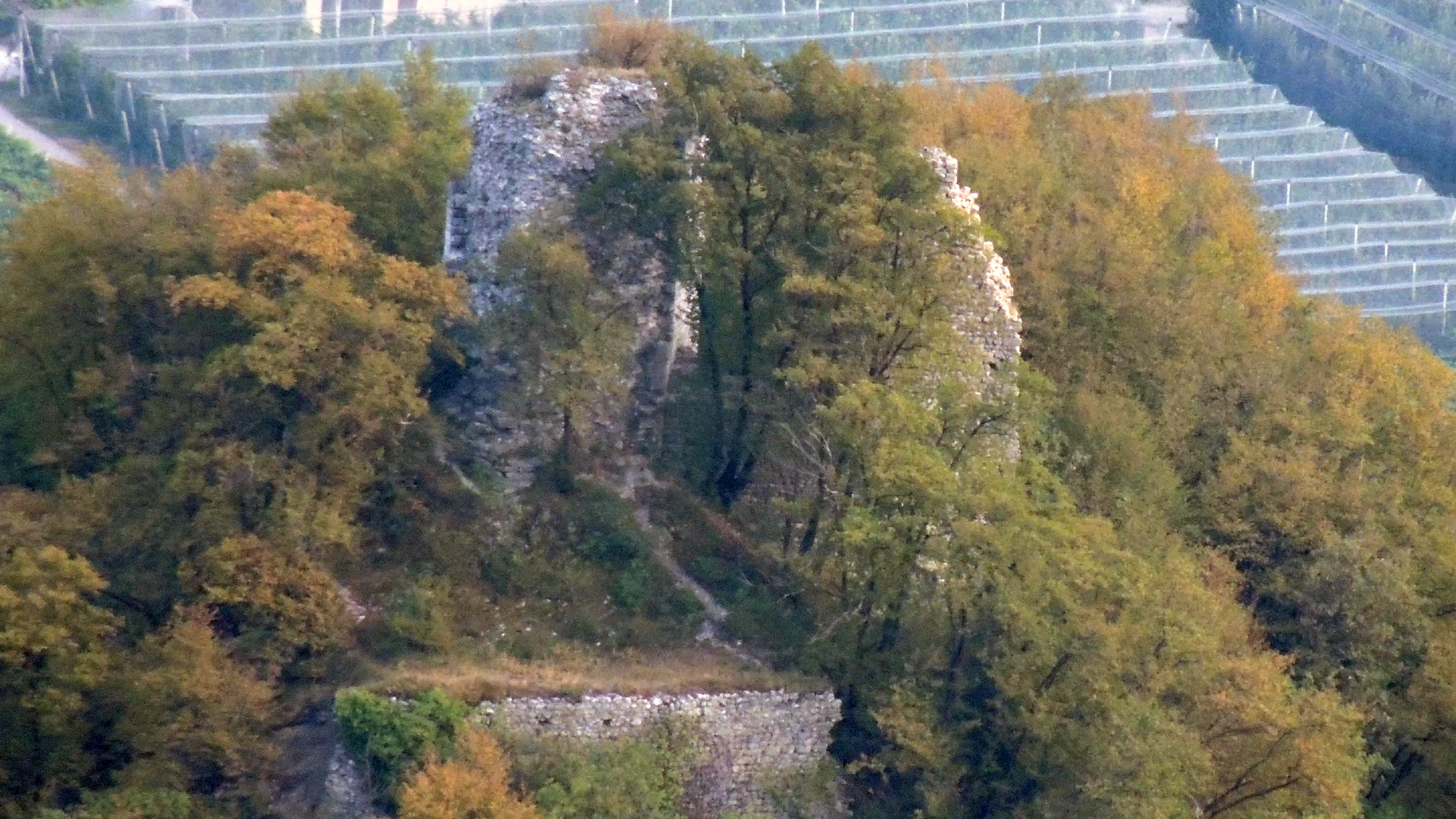
I ruderi del Castel Barco a Pomarolo
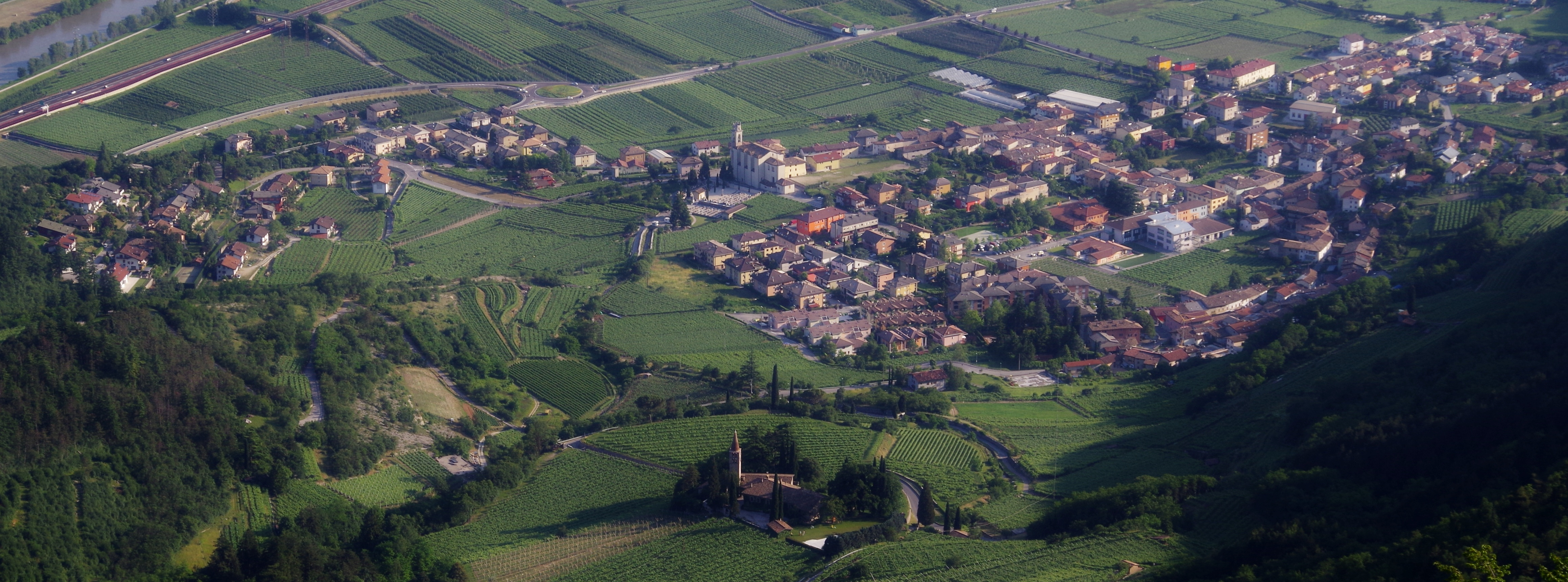
Pomarolo nel 2014 visto da nord
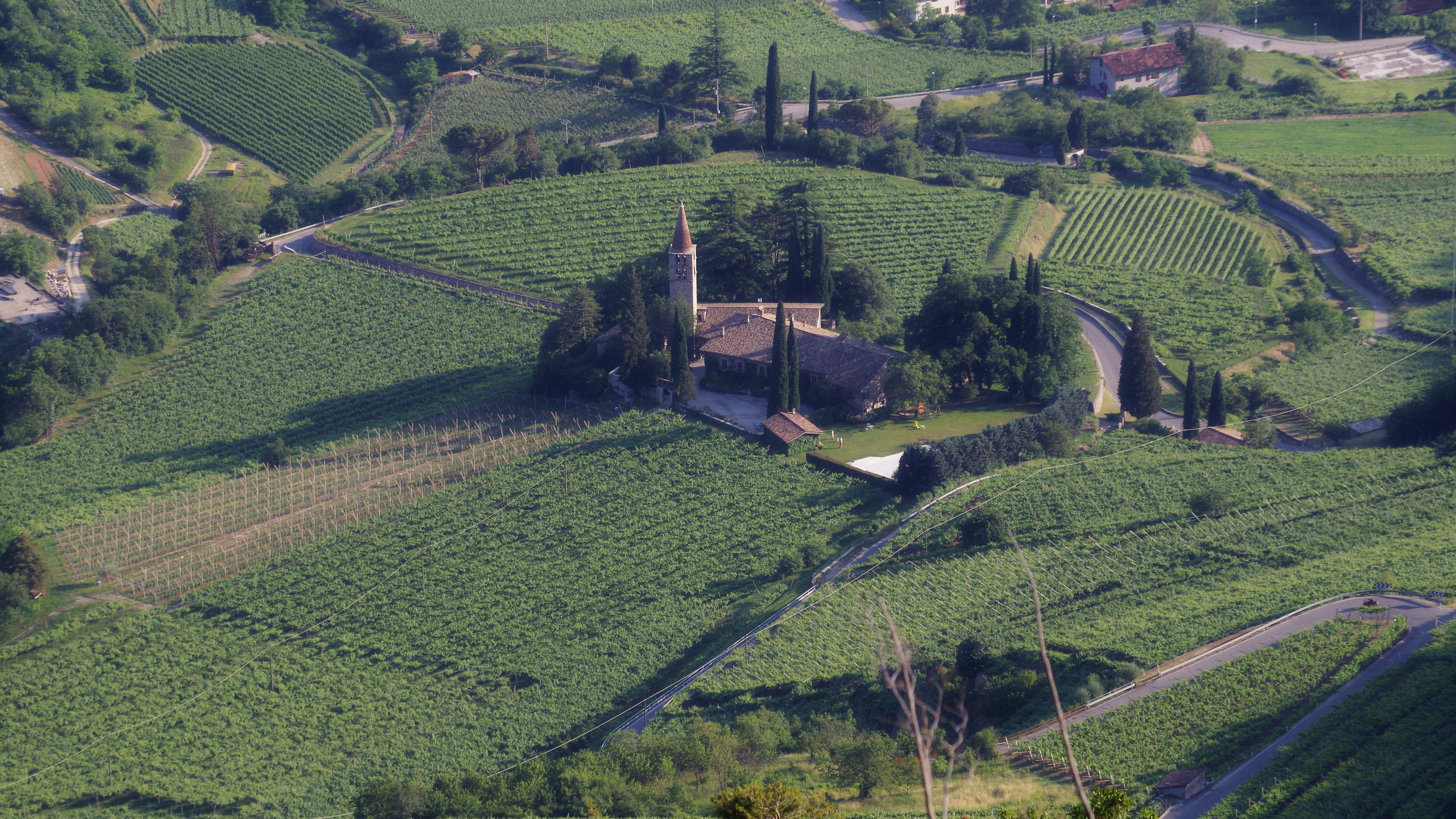
Località Sant'Antonio di Pomarolo nel 2014